# Leptophlebiidae
Leptophlebiidae es una familia de insectos pertenecientes a los efemerópteros que son conocidos comúnmente como
efímeras de branquias ganchudas (prong gilled mayflies en inglés). Comprenden 9 géneros y 70 especies halladas en arroyos de agua dulce y lagos de Norteamérica. En Europa son menos variadas. Mundialmente, esta familia es mucho más prevalente y diversa, con alrededor de 650 especies en 140 géneros. Los leptoflebíidos se reconocen fácilmente por las branquias bifurcadas que presentan, de las que reciben su nombre común.

## Larvas
Las larvas de los leptoflebíidos viven en arroyos y lagos de agua dulce alimentándose de detritos y/o algas. Las especies de Norteamérica normalmente se aferran a las rocas, estando pocas fisiológicamente equipadas para nadar con facilidad. Como sucede en todas las larvas de Ephemeroptera, las frágiles branquias se encuentran alineadas en los márgenes laterales del abdomen, sin embargo, los leptoflebíidos son los únicos cuyas branquias están bifurcadas. A algunos géneros les crecen colmillos mandibulares como los de sus parientes cavadores de las familias Ephemeridae, Polymitarcyidae y Portamanthidae.

## Algunos géneros
- Acanthophlebia Towns, 1983
- Atalophlebia
- Choroterpes
- Farrodes
- Habrophlebia
- Habrophlebiodes
- Leptophlebia
- Miroculis
- Neochoroterpes
- Paraleptophlebia
- Thraulodes
- Traverella